# Quema agrícola

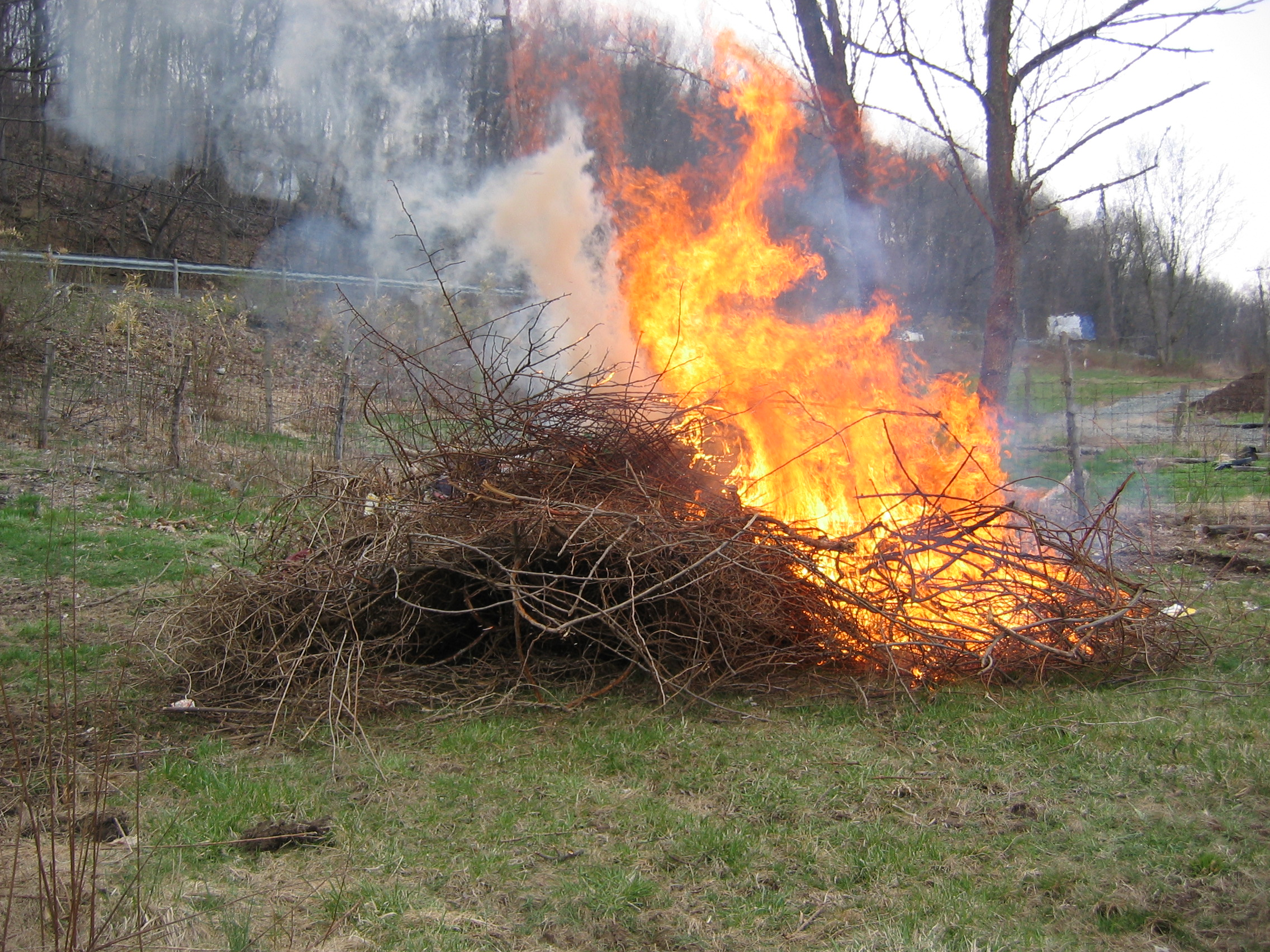
Quema de restos de poda.

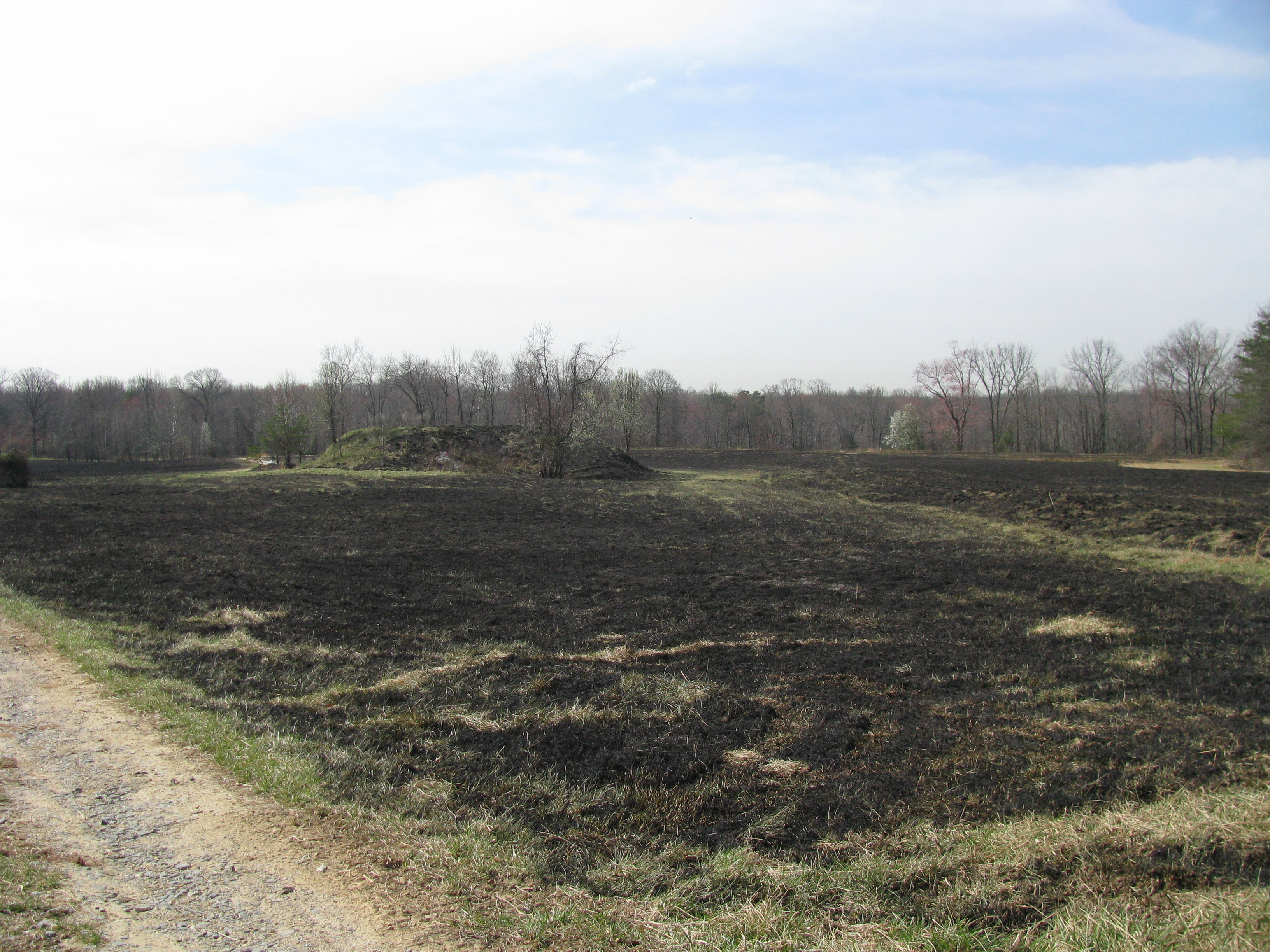
Terreno tras una quema para regenerar pasto y eliminar malas hierbas.

Se denomina quema agrícola a la quema de restos vegetales que quedan después de faenas agrícolas y forestales, como puedan ser rastrojos o bien restos de poda o de desbroce.
La quema controlada de terrenos agrícolas es una práctica tradicional realizada para eliminar malas hierbas, plantas muertas, enfermedades de las plantas o plagas, así como para regenerar pastos o aumentar (supuestamente) la producción de las futuras cosechas.
Debido a los impactos y los riesgos que conllevan, las quemas agrícolas están sujetas a regulación y, en muchos casos, no está permitido realizarlas sin autorización previa de las autoridades competentes.  
Es un riesgo conocido de las quemas agrícolas la posibilidad de que se pierda el control del fuego y llegue a incendiar superficies cercanas. Este tipo de quemas están identificadas en algunas regiones como una de las causas más frecuentes de los incendios forestales. Por esta razón, es frecuente que las autoridades las prohíban en los meses de calor, donde las condiciones climáticas favorecen la expansión del fuego. Aun cuando se permiten, están sujetas a una normativa que varía dependiendo del material o del lugar o época del año en que se realice la quema, pero que generalmente incluye aspectos como el dejar un perímetro limpio de varios metros alrededor de la pila o superficie a quemar, asegurarse al terminar de que la hoguera esté totalmente apagada, o evitar realizarla si existen condiciones meteorológicas adversas (temperatura, viento), entre otras precauciones.

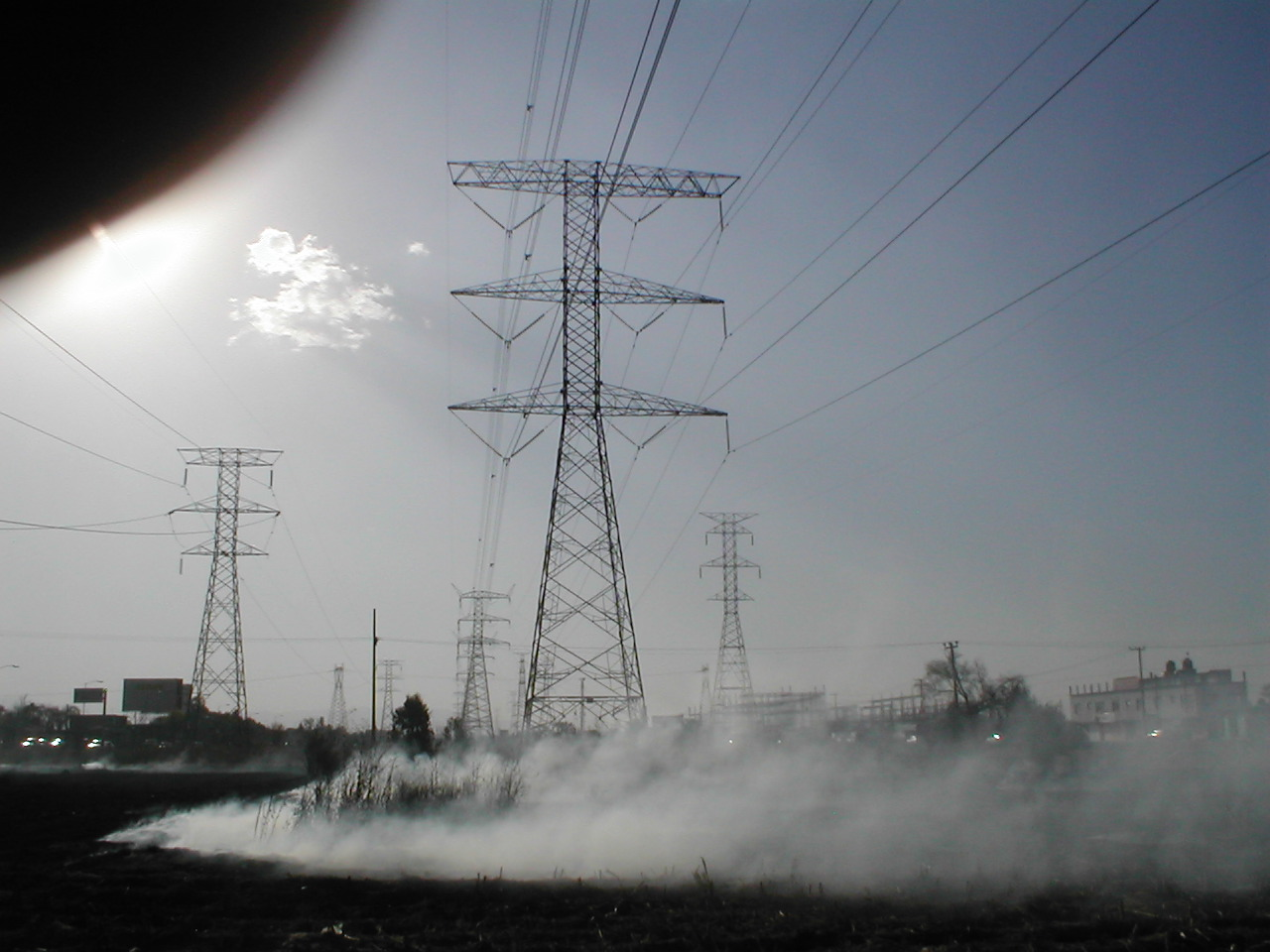
El humo contaminante de una quema

Otra consecuencia de las quemas es la contaminación del aire con efectos nocivos para la población expuesta. Las nubes de humo resultantes están formadas por gases (monóxido y dióxido de carbono, óxido de nitrógeno, óxidos de azufre, dioxinas, etc.), hollín, y partículas, de efectos negativos sobre el sistema respiratorio y cardiovascular. Pueden también presentar dioxinas, al arder restos agrícolas que han estado en contacto con plaguicidas clorados. Todo ello puede convertirse, más allá de una molestia para los vecinos, en un problema de salud pública.
Por otro lado, además de los riesgos expuestos, la quema del rastrojo tiene algunos efectos perjudiciales para el suelo (erosión, pérdida de nutrientes, pérdida de humedad y organismos beneficiosos...), así como para el medio ambiente y la economía.
Por todo ello, se han introducido métodos alternativos a la quema agrícola, como es el triturado de los restos agrícolas y forestales con maquinaria al efecto. El residuo resultante puede además utilizarse como biomasa o como abono. Como desventaja está sin embargo su mayor coste para el agricultor. En el caso de los rastrojos, también es posible el volteo y entierro de los mismos con la ayuda de un tractor.